# Georges-Antoine Bridel
Pour les articles homonymes, voir Bridel (homonymie).
Georges-Antoine Bridel, né le 24 septembre 1867 à Lausanne et mort le 16 décembre 1946 dans la même ville, est un éditeur et historien vaudois.

## Biographie
Georges-Antoine Bridel fréquente le collège Galliard et passe son baccalauréat ès lettres en 1887. Après un court séjour en Allemagne et en Angleterre, il entre dans la maison d'édition paternelle pour y apprendre le métier. Il dirige l'entreprise de 1890 à 1910. 
En 1910, l'imprimerie Bridel est vendue à la Feuille d'Avis de Lausanne : Georges-Antoine Bridel devient directeur de cette société et des Imprimeries Réunies. Il conserve les éditions Bridel, fondées par son père, et, chrétien engagé comme lui, publie des journaux de la mouvance de l'Église libre, le Bon Messager, La Famille, le Semeur vaudois, Le Lien. Bridel est membre du Conseil de la société des traités religieux depuis 1894 et dès 1912 membre de la mission suisse. En 1923, le fonds des éditions Bridel est cédé à Payot ; à cette occasion, la maison Bridel offre à la BCU la collection des ouvrages qu'elle a publiés entre 1846 et 1923, soit environ 1 400 livres et brochures.
Historien, Georges-Antoine Bridel publie des études sur Alexandre Vinet. Dès 1908, il s'engage dans l'Association du Vieux-Lausanne qu'il préside entre 1921 et 1946. En 1913, il contribue à la fondation du Vieux-Moudon qu'il dirige en 1936. En 1938, il crée dans les locaux des imprimeries réunies au Grand Saint-Jean la section documentaire du Vieux-Lausanne, soit une bibliothèque de consultation ouverte aux chercheurs. 
Pour son œuvre historique et le soutien donné aux institutions historiques et à la Société académique vaudoise, l'Université de Lausanne décerne à Georges-Antoine Bridel le titre de docteur honoris causa en 1937.

## Sources
- « Georges-Antoine Bridel », sur la base de données des personnalités vaudoises sur la plateforme « Patrinum » de la Bibliothèque cantonale et universitaire de Lausanne.
- Dossier ATS/ACV
- Patrie Suisse 1946
- « Georges-Antoine Bridel » dans le Dictionnaire historique de la Suisse en ligne.